# Sabrina Calvo
Sabrina Calvo (Marselha, França, 19 de setembro de 1974) é uma autora francesa de ficção científica transfeminista, ilustradora e escritora de jogos. Identifica-se como uma pessoa transgênero, tendo publicado seu trabalho como "David Calvo" antes de 2018.

## Biografia
Sabrina Calvo nasceu em 19 de setembro de 1974 em Marselha. Ela se assumiu como trans em 2017, no programa Mauvais Genre, durante o festival Utopiales. Atualmente, vive entre Paris e Montreal.
Calvo é escritora e também artista performática, tendo colaborado com artistas como Jeff Mills no Museu do Louvre em 2015. Ela participou de palestras e mesas-redondas na Bienal de Artes Digitais Chroniques, Mutek, Sonic Protest, Étonnants Voyageurs, Utopiales, Imaginales, Intergalactiques e na Maison de la poésie, entre outros.
Em 2021, Sabrina Calvo se manifestou a favor da reforma de comportamentos sexistas e tóxicos no mundo da publicação de literatura de fantasia.
Sabrina Calvo coescreveu o drama em realidade virtual 7 Lives, dirigido por Jan Kounen. 7 Lives fez parte da seleção de realidade virtual no Festival de Cinema de Tribeca em 2019.

### Carreira em literatura de ficção científica
Seu primeiro romance, Délius, une chanson d'été, foi publicado em 1997. O livro faz referência, em particular, ao compositor Frederick Delius, e o título foi inspirado em uma canção de Kate Bush, "Delius (Song of Summer)", que apareceu no álbum Never for Ever.
Em 2004, com base em um roteiro de Sabrina Calvo, Thomas Azuélos desenhou Télémaque, no qual o "mundo onírico" da autora é expresso. Em 2006, a dupla publicou Akhénaton, coescrito com Thomas Azuélos, abordando o tema da transidentidade. O site ActuaBD descreveu a obra como:

"Um álbum radical, com um estilo minimalista e desenfreado, a ser reservado para os fãs da modernidade absoluta"
Em 2015, Sabrina Calvo publicou Sous la Colline, um romance de fantasia urbana transfeminista que explora a topografia íntima da Cité Radieuse de Le Corbusier em Marselha, aproveitando os mitos da cidade. Seu romance contra-distópico Toxoplasma, que apresenta uma comuna anticapitalista em Montreal e questiona identidades de gênero, ganhou o Grand Prix de l'Imaginaire em 2018.

#### Melmoth Furioso
Ela continuou sua exploração desses temas com Melmoth Furieux, uma ucronia publicada em 2021, que apresenta uma atualização da Comuna de Paris em um presente alternativo, policiado e autoritário. Neste romance, ela se inspira em Eulalie Papavoine, uma costureira e motorista de ambulância durante a Comuna de Paris, para a personagem principal e narradora chamada Fi. Fi é uma costureira de Belleville cujo irmão, um funcionário da Disney, se imolou durante a inauguração da Disneyland em 1992, e que se junta a uma comuna autogerida em Belleville para organizar a revolta contra a milícia. O título do livro é uma referência ao conto de Balzac Melmoth réconcilié e ao romance de Charles Robert Maturin Melmoth ou l'Homme errant.

### Análise de suas obras
Seus romances, frequentemente classificados como ficção científica, exploram os mundos geográficos de cidades como Marselha, Paris e Montreal, em um universo distópico e onírico inspirado em mapas de lugares e eventos históricos revolucionários, a partir de uma perspectiva anticapitalista, anarquista e transfeminista, no cruzamento entre os gêneros de cyberpunk e fantasia urbana. Ela é citada como uma das autoras emblemáticas da literatura lésbica.
Os romances e produções de Sabrina Calvo foram premiados. Seu romance *Wonderful* ganhou o Prix Julia-Verlanger em 2002. Sous la Colline venceu o Prix Bob-Morane em 2016, e Toxoplasma conquistou o Grand Prix de l'Imaginaire em 2018, além do Prix Rosny aîné no mesmo ano.

## Prêmios
- 2002: Prix Julia-Verlanger for Wonderful[36]
- 2016: Prix Bob Morane for Sous la Colline[37]
- 2018: Grand prix de l'Imaginaire for Toxoplasma[38]
- 2018: Prix Rosny aîné for Toxoplasma

## Publicações
- Délius, une chanson d'été. Col: J'ai lu Éd. rev. par l'auteur ed. Paris: J'ai lu. 2003. ISBN 978-2-290-32563-6
- La nuit des labyrinthes. Col: J'ai lu. Paris: J'ai lu. 2004. ISBN 978-2-290-33356-3
- Wonderful. [S.l.]: Bragelonne. 2001. ISBN 9782914370042
- Atomic Bomb, avec Fabrice Colin (2002, Ed. du Bélial)
- Calvo, Sabrina; Colin, Fabrice; Cremet, Arnaud (2005). Sunk. Lyon: les Moutons électriques. ISBN 978-2-915793-02-4
- Minuscules flocons de neige depuis dix minutes. Lyon: les Moutons électriques. 2006. ISBN 978-2-915793-19-2
- Elliot du néant. Clamart: la Volte. 2012. ISBN 978-2-917157-17-6
- Sous la colline. Clamart: la Volte. 2015. ISBN 978-2-37049-012-4
- Toxoplasma. [S.l.: s.n.] 2017. ISBN 9782370490544

## Jogos
- Oniri Island, 2018[39]
- The Inner Friend, 2018[40][41]